# 凤凰路 (鄂州)
凤凰路位于湖北省鄂州市鄂城区，是鄂州市城区的主干道和城市主轴之一。

## 概述及历史
2008年，鄂州市将凤凰路设置为副一级商业中心区，在该区域鼓励设置较高档次的专业店、专卖店、连锁店等业态。2009年，凤凰路被列为鄂州市示范路创建工作道路之一。2011年，凤凰路和迎宾大道被设为鄂州市的城市景观轴线，集中体现鄂州“江、湖、山、城”的自然景观特色和历史文化名城的人文特色。
2017年，鄂州市通过“凤凰路综合交通畅通工程”项目，该项目包括以下内容：拆除两侧绿化带，将双向4车道拓宽为双向6车道；滨湖北路、滨湖南路道口渠化；新建2米宽侧分带、2米宽行道树绿带；银杏大道景观提升改造；新建鄂州大学、凤凰广场两处地下人行通道；新建凤凰广场停车场；改造莲花大桥；搬迁马踏飞燕雕像等。2018年5月29日，凤凰路与滨湖南路的十字路口完成改造，原位于此处的马踏飞燕雕像正式迁移至海宁皮草城岗亭。

## 主要交汇道路
- 沿江大道
- 武昌大道
- 文星大道
- 滨湖北路（凤凰大桥）
- 滨湖南路
- 寿昌大道

## 路段主要建筑与风景区
- 鄂城油厂
- 广电银兴影城
- 鄂州市民政局
- 鄂州大剧院
- 凤凰山庄
- 鄂州市人民政府
- 凤凰广场
- 鄂州市公安局
- 莲花山
- 鄂州职业大学
- 洋澜湖
- 鄂州市交通运输局